# Johnny Shines
Johnny Shines (de son nom complet John Ned Shines, né le 25 ou 26 avril 1915, mort le 20 avril 1992) est un chanteur et guitariste de blues américain.

## Biographie
John Ned Shines naît le 25 (ou 26) avril 1915 à Frayser, dans le Tennessee. Alors qu'il est encore enfant, ses parents déménagent en Arkansas. Il passe la plus grande partie de son enfance à Memphis en jouant très tôt de la guitare slide dans les « jukes » locaux et dans les rues. Ses premières influences musicales sont Blind Lemon Jefferson et Howlin' Wolf, mais c'est sa mère qui lui apprend à jouer de la guitare. En 1932, il va à Hughes, en Arkansas, et y travaille dans des fermes pendant trois ans, mettant sa carrière musicale entre parenthèses. Mais il a la chance de rencontrer Robert Johnson, celui qui l'influence le plus et qui lui donne l'idée de revenir à la musique. En 1935, Johnny Shines commence à voyager avec Robert Johnson, faisant des tournées dans le Sud et poussant loin dans le Nord comme en Ontario. Là, tous les deux participent à une émission de radio locale. Ils se séparent ensuite en 1937, un an avant la mort de Johnson.
Johnny Shines joue partout dans le Sud américain jusqu'en 1941 où il décide de retourner au Canada puis en Afrique. Il ne va pas plus loin que Chicago. À Chicago, il trouve du travail dans la construction tout en continuant à jouer dans les bars locaux en compagnie d'autres bluesmen comme Tampa Red, Big Maceo, Big Bill Broonzy, etc.
Il réalise son premier enregistrement en 1946 pour Okeh Records, une branche de Columbia Records, qui ne le publiera jamais. Il est ensuite l'un des premiers bluesmen à enregistrer pour Chess mais Chess préfère se consacrer aux artistes jouant de la guitare électrique plutôt qu'à ceux jouant de l'acoustique. Il continue à jouer avec les musiciens locaux de blues dans la région de Chicago pendant plusieurs années encore. En 1952, il enregistre ce qui est considéré comme sa meilleure œuvre pour J.O.B. Records. C'est un échec commercial et Shines quitte Chicago pour la Californie. Il n'y a pas plus de succès et revient finalement à Chicago à la fin des années 1950. Découragé par les entreprises musicales, il vend son équipement et retourne à la construction.
En 1966, Vanguard Records découvre Shines en prenant des photographies dans un club de blues de Chicago. Il enregistre pour cette firme pour le 3e volume de Chicago/The Blues/Today!. L'album, devenu depuis un classique du blues, propulse Johnny Shines sur le devant de la scène musicale.
Shines fait des tournées avec le Chicago All Stars aux côtés de Lee Jackson, Big Walter Horton et Willie Dixon. En 1969 il déménage à Holt en Arkansas. Vers la fin des années 1960 et 1970, il fait des tournées avec le beau-fils de Robert Johnson, Robert Junior Lockwood, tous deux étant les derniers qui vivent encore parmi les premiers musiciens de blues du delta. En 1980, Shines doit arrêter la musique, victime d'une attaque. Il veut plus tard apparaître dans un documentaire « À la recherche de Robert Johnson » et il réussit à produire un dernier album, Back To The Country.
En 1989, Johnny Shines rencontre le jeune joueur de blues né au Minnesota et appelé Kent Duchaine ; tous les deux font des tournées pendant les années qui suivent, jusqu'à la mort de Shines.
Johnny Shines meurt selon les auteurs à Tuscaloosa (Alabama), ou à Osceola (Arkansas), le 20 avril 1992.